# 田地野彰
田地野 彰（たじの あきら、1954年 - ）は、日本の教育言語学者。京都大学名誉教授。元大学英語教育学会副会長。

## 人物・経歴
兵庫県生まれ。ランカスター大学言語学部卒業、B.A. (Hons.)（言語学）。ランカスター大学大学院言語学・現代英語研究科博士課程修了、Ph.D.（言語学および近代英語）。京都大学大学院人間・環境学研究科助教授、京都大学国際高等教育院教授、京都大学国際高等教育院附属国際学術言語教育センター長、大学英語教育学会副会長等を経て、名古屋外国語大学外国語学部長・教授、京都大学名誉教授。2020年大学英語教育学会賞（学術出版部門）受賞。

## 著書
- 『「創る英語」を楽しむ－「暗記英語」からの発想転換』丸善 1999年
- 『これからの大学英語教育』（共著）岩波書店 2005年
- 『＜意味順＞英作文のすすめ』岩波書店 2011年
- 『学習英文法を見直したい』（共著）研究社 2012年
- "Researching Language Teaching and Learning: An Integration of Practice and Theory"（共編著）Peter Lang 2009年
- "Team Teaching and Team Learning in the Language Classroom: Collaboration for Innovation in ELT"（共編著）Routledge 2016
- "A New Approach to English Pedagogical Grammar: The Order of Meanings"（編著）Routledge 2018年
- "A Systems Approach to Language Pedagogy"（編著）Springer Nature 2019年
- "Towards a New Paradigm for English Language Teaching: English for Specific Purposes in Asia and Beyond"（共編著）Routledge 2019年
- 『明日の授業に活かす「意味順」英語指導ー理論的背景と授業実践ー』（編著）ひつじ書房 2021年